# Gypsy Magic
Magie țigănească (în macedoneană: Gypsy Magic, Џипси меџик) este un film macedonean de comedie dramatică din 1997 regizat de Stole Popov. A fost propunerea Macedoniei la cea de-a 70-a ediție a premiilor Oscar la categoria cel mai bun film străin, dar nu a fost acceptat ca nominalizare.
Este o poveste romantică despre-o familie de țigani care face un ultim efort disperat de a ieși din absurdul și nenorocirea balcanică. Povestea lor oglindește povestea universală a celor respinși și inadaptați, a eroilor străzii uitați care ajung la știri doar în necrologuri sau în reportajele despre infracțiuni și crime. 
A primit Marele Premiu pentru cel mai bun film la festivalul de film de la Montpellier, Franța, precum și premiul special al juriului la festivalul de film de la Izmir, Turcia.

## Rezumat
Filmul este o poveste romantică despre o familie de țigani, care trăiește la periferia capitalei macedonene. Prezintă eforturile lor prin viața de zi cu zi, descriind colorat ambițiile și visele lor sincere și dulci (pentru lumea modernă poate părea ridicol). Este un film despre spiritul țigănesc cald și mereu plin de speranță și despre cum se fac adevăratele blesteme magice țigănești. 
Chiar dacă povestea este plasată într-o zonă rurală, este o poveste de pretutindeni, cu probleme și situații de peste tot, unele din toate nivelurile societății. Visele mari, dragostea, familia, acceptarea diversității – sunt condimentele acestei povești sincere și emoționante, care te face să râzi și să plângi din când în când. Un pat este un obiect dintr-un vis mai mare, visul cuiva este să fie ceea ce este acesta. Visele lor sunt poate obișnuite și plictisitoare, dar sunt dureros de sincere.
Taip (Predrag Manojlovic) și Remzija (Katina Ivanova) au șase copii, Taip își câștigă existența căutând prin gunoi în groapa orașului ca să vândă lucruri vechi. Alți rommi revendică groapa de gunoi, așa că Taip intră în conflict cu Omer (Saban Bajramovic), liderul unei bande, ai cărei membri folosesc cuțite în confruntări fără să se gândească prea mult. Mizeria în care trăiește familia nu-l împiedică pe Taip să viseze, să viseze la India, patria ancestrală a tuturor romilor.

## Distribuție
- Predrag Manojlovic – Taip (ca Miki Manojlovic)
- Antony Zaki – Riju
- Katina Ivanova – Remzija
- Bajram Severdzan – Bajram-Kodzak
- Toni Mihajlovski – Fazli
- Arna Shijak – Ramiza
- Goran Dodevski – Sakir
- Hasan Dzemail – Asan
- Jordanco Cevrevski – Kenedi
- Saban Bajramovic – Omer